# Minimalne stężenie hamujące

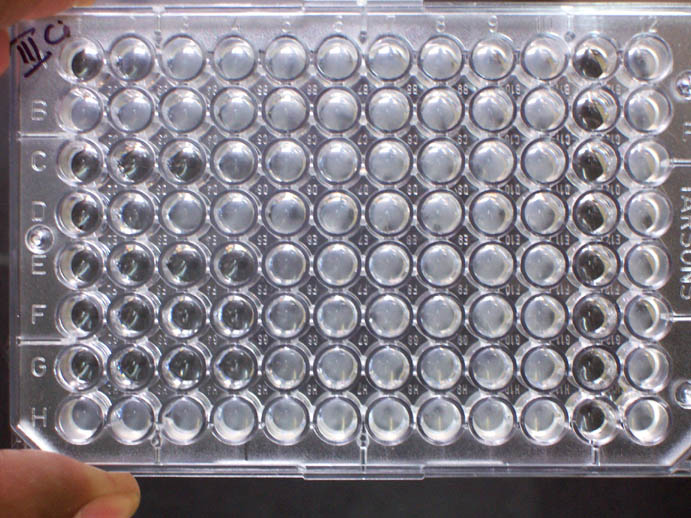
Minimalne stężenie hamujące można wyznaczyć na takiej 96-dołkowej płytce

Minimalne stężenie hamujące, MIC (od ang. minimum inhibitory concentration) – najmniejsze stężenie środka biobójczego (antybiotyku lub chemioterapeutyku) hamujące wzrost drobnoustrojów (odnosi się zwykle do bakterii i grzybów), wyrażane najczęściej w mg/l. Wartość MIC zależy zarówno od rodzaju drobnoustroju, jak antybiotyku. Przykładowo MIC dla pneumokoków (Streptococcus pneumoniae) wrażliwych na penicylinę wynosi <0,06 mg/l, zaś dla opornych na penicylinę MIC >2 mg/l.
Jest parametrem charakteryzującym, między innymi, leki bakteriostatyczne i bakteriobójcze: określa, jakie stężenie leku hamuje wzrost bakterii.

## Metody wyznaczania
- Metoda seryjnych rozcieńczeń na podłożu płynnym

Polega na przygotowaniu serii próbówek z płynnym podłożem wzrostowym dla bakterii. Do naczyń tych wprowadza się badany środek bakteriobójczy w odpowiednich, malejących stężeniach. Następnie do wszystkich probówek dodaje się identyczne ilości zawiesiny danego drobnoustroju z hodowli. Po 16–18 godzinnej inkubacji w temperaturze 35 °C sprawdza się, gdzie rozwinęły się hodowle (obserwuje się zmętnienie). W probówkach, w których stężenie leku było mniejsze od wartości MIC, obserwuje się zmętnienie (wzrost bakterii). Najniższe stężenie antybiotyku, przy którym nie rozwijają się mikroorganizmy (podłoże jest przejrzyste), wyznacza wartość MIC.
- Metoda seryjnych rozcieńczeń na podłożu stałym (z agarem)

Polega na przygotowaniu serii płytek ze stałym podłożem wzrostowym i dodatkiem badanego antybiotyku w malejących stężeniach. Na płytki wysiewa się bakterie z hodowli i po inkubacji obserwuje wzrost kolonii bakteryjnych. Wzrost na płytce więcej niż jednej kolonii bakteryjnej świadczy o tym, że stężenie antybiotyku w tej płytce było mniejsze od MIC. Najniższe stężenie antybiotyku, przy którym nie rozwinęła się więcej niż jedna kolonia, wyznacza wartość MIC.